# Sundar Pichai
Pichai Sundararajan, conegut com a Sundar Pichai, és el director general de Google, dins Alphabet. Obtingué el títol d'enginyer del Indian Institute of Technology Kharagpur, i té un màster per la Universitat Stanford i un MBA per la Wharton School de la Universitat de Pennsilvània. Treballà com a enginyer a McKinsey & Company abans d'entrar a Google el 2004. Ha estat responsable de la barra d'eines de Google, Chrome, GMail i Android.